# Дочери Божьей Любви

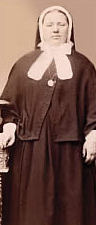
Основательница конгрегации Франциска Лехнер

Дочери Божьей Любви (лат. Congregatio Filiarum Divinae Caritatis, нем. Töchter der Göttlichen Liebe, FDC) — женская монашеская конгрегация понтификального права, основанная австрийской монахиней Франциской Лехнер.

## История
21 ноября 1868 года Франциска Лехнер в сотрудничестве с венским архиепископом Йозефом Раушером основала женскую монашескую конгрегацию. До основания новой конгрегации Франциска Лехнер была монахиней конгрегации Убогих сестёр школьных из Нотр-Дам. В 1865 году она вместе со швейцарским священником Йоганном Фиделем де Поццо стала заниматься в Мюнхене благотворительной и образовательной деятельностью среди нуждающихся. В 1868 году был написан устав новой конгрегации на основе Правила святого Августина. Сёстры конгрегации занимались деятельностью в основном среди сирот и молодых девушек, прибывавших в Мюнхен в поисках работы из сельских районов Австро-Венгрии. Для этого они основывали общежития, которые назывались «Домом Марии». Также они основывали начальные и средние школы в разных населённых пунктах Австро-Венгрии.
В начале 80-х годов XIX века был написан новый устав в сотрудничестве с иезуитом Антоном Штейнером. 18 мая 1882 года этот устав был одобрен на епархиальном уровне венским архиепископом и 18 августа 1897 года устав был одобрен на понтификальном уровне декретом Святого Престола.
С 1913 года их деятельность вышла за пределы Австро-Венгрии. Они стали работать во многих странах центральной Европы и в США.

## В настоящее время
В настоящее время монахини конгрегации Дочери Божьей Любви занимаются образовательной деятельностью и христианским воспитанием молодёжи, благотворительной деятельностью среди нуждающихся.
Генеральный монашеский дом конгрегации находится в итальянском городе Гроттаферрата. Монашеские общины конгрегации действуют в Албании, Австрии, Боливии, Бразилии, Венгрии, Чехии, Хорватии, Боснии и Герцеговине, Косово, Польше, Словакии, США и Украине.
На 31 декабря 2008 года в конгрегации было 1.194 сестёр в 167 монашеских общинах.

## Святые конгрегации
- Дринские мученицы

## Источник
- Annuario Pontificio, Libreria Editrice Vaticana, Città del Vaticano 2003, стр. 1473, ISBN 978-88-209-8355-0.
- Guerrino Pelliccia e Giancarlo Rocca (curr.), Dizionario degli Istituti di Perfezione (DIP), 10 voll., Edizioni paoline, Milano 1974—2003.